# Адресна линија
Адресна линија (енгл. address bar) је справица на веб браузеру (интернет прегледачу) која пружа приказ тренутне адресе на интернету (URL-а) и исто тако омогућава уношење новог URL-одредишта као наредбе прегледачу.